# Luxemburger Lexikon
Het Luxemburger Lexikon : Das Großzherzogtum von A-Z is een Duitstalige encyclopedie over het Groothertogdom Luxemburg.
Het Luxemburger Lexikon bestaat uit één deel. De eerste editie, in een oplage van 20.000 exemplaren, werd op 14 oktober 2006 uitgebracht door Éditions Guy Binsfeld. Het boek bevat ongeveer 10.000 lemmata en 2.500 illustraties. De meeste lemmata zijn korte biografieën van mensen, maar er worden onder andere ook historische gebeurtenissen, instituten en toponiemen beschreven. Daarnaast worden een dertigtal thema's ruimer uitgewerkt, waaronder Luxemburgse emigratie en immigratie, het land tijdens de beide wereldoorlogen, de geschiedenis van de Luxemburgse Post en de Luxemburgse Spoorwegen, het Luxemburgs basketbal en voetbal, de Luxemburgse film en het Luxemburgs theater.
Auteur van het Luxemburger Lexikon was Georges Hausemer, hij ontving voor het boek de Lëtzebuerger Buchpräis (2006) van de Fédération luxembourgeoise des éditeurs de livres.